# Rio Boroaia
O Rio Boroaia é um rio da Romênia afluente do Rio Moneasa, localizado no distrito de Arad.